# سونيك أند أول ستارز ريسنغ ترانسفورمد

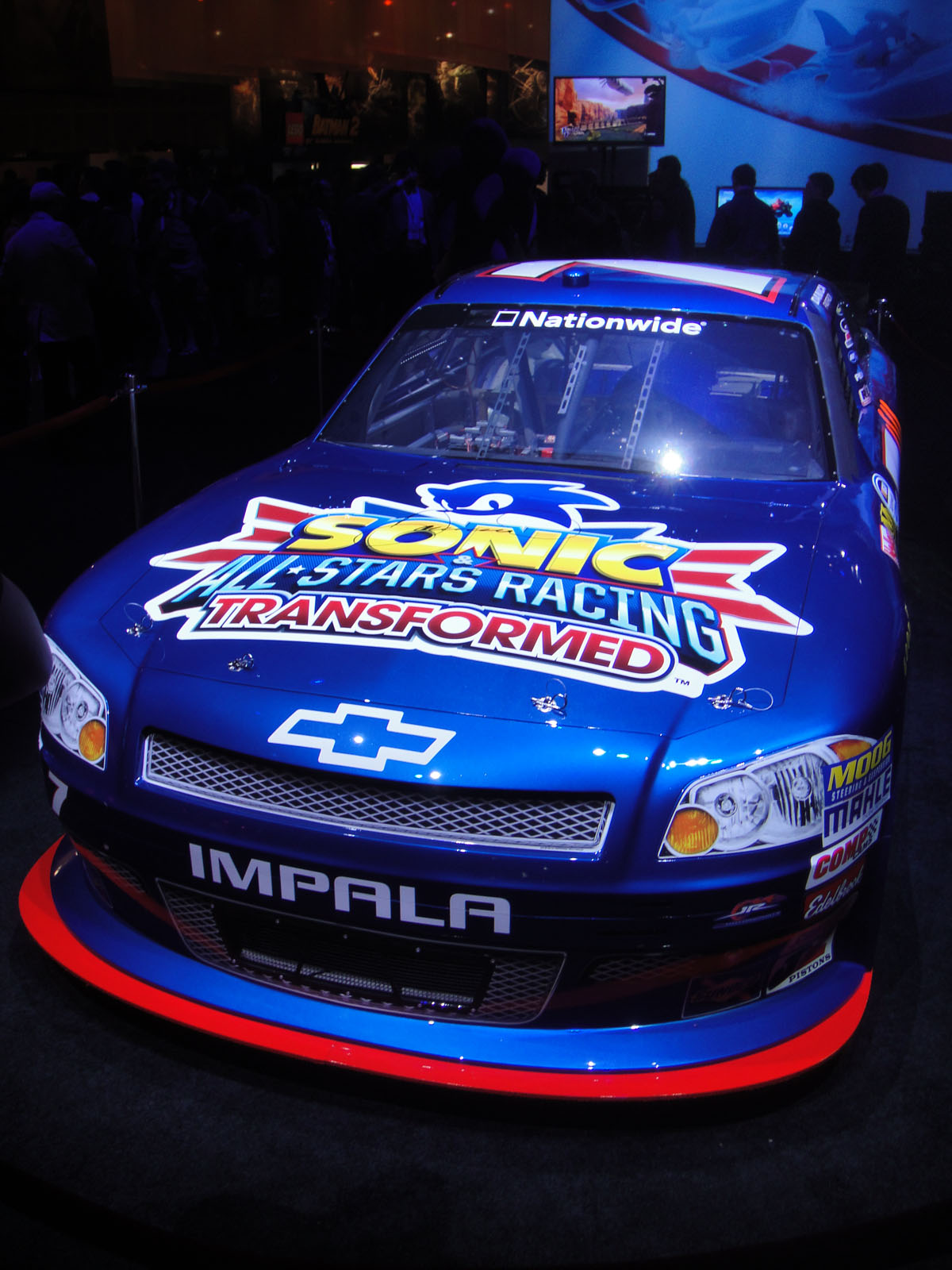
صورة السيارة مطبوعة بشعار اللعبة في معرض إي3 إكسبو 2012.

سونيك أند أول ستارز ريسنغ ترانسفورمد (بالإنجليزية: Sonic & All-Stars Racing Transformed)، هي لعبة فيديو بريطانية، وهي من تطوير شركة سومو ديجتال، ومن نشر سيغا اليابانية، صدرت اللعبة في الأسواق سنة 2012، وتعمل على منصات عديدة، وهي بلاي ستيشن 3، إكس بوكس 360، وي يو، مايكروسوفت ويندوز، بلاي ستيشن فيتا ونينتندو 3دي إس، بالإضافة إلى متجر أندرويد وآي أو إس الخاصتان بالهواتف واللوحات الذكية.

## روابط خارجية
- سونيك أند أول ستارز ريسنغ ترانسفورمد على موقع IMDb (الإنجليزية)